# Мэр Москвы
Мэр Москвы — высшее должностное лицо Москвы, возглавляющее высший орган исполнительной власти города — правительство Москвы.
В настоящее время (с 21 октября 2010 года) должность мэра Москвы занимает Сергей Собянин (10 сентября 2023 года переизбран на 4-й срок).

## История
Об истории управления Москвой до 1991 года см. Градоначальники Москвы.
Должность мэра Москвы введена в 1991 году. В соответствии с Указом президента РСФСР от 28 августа 1991 г. мэр Москвы был наделён широким кругом полномочий, среди них: управление объектами городской собственности, проведение разгосударствления и приватизации имущества, находящегося в ведении организаций, подведомственных органам исполнительной власти г. Москвы, распоряжение и управление землями, ведение государственного кадастра городской земли, изъятие и предоставление земельных участков и др. Для осуществления мер радикальной экономической реформы с учётом особых столичных функций города с декабря 1991 г. мэру Москвы президентом России был предоставлен ряд дополнительных полномочий.
27 сентября 1995 года Московской городской думой 1-го созыва был принят закон о выборах мэра и вице-мэра Москвы, регламентирующий порядок избрания.
7 июля 1999 года Московская городская дума 2-го созыва приняла закон о выборах депутатов МГД, мэра и вице-мэра столицы, а также советников районных собраний. В два раза был снижен минимальный процент явки избирателей на выборах мэра и вице-мэра, с 50 % до 25 % избирателей.
20 августа 2001 года была упразднена должность премьера правительства Москвы. Руководить столичным правительством стал мэр Москвы (до этого момента существовали две должности: мэр и премьер правительства, и обе занимал Юрий Лужков).
11 декабря 2004 года были внесены изменения в федеральный закон «Об общих принципах организации законодательных (представительных) и исполнительных органов государственной власти субъектов Российской Федерации». Были изменены статьи 17 и 18, которые определяют работу исполнительной власти субъекта Российской Федерации. Закон уравнял высшее должностное лицо (мэра) и руководителя высшего исполнительного органа государственной власти субъекта (глава правительства).
15 февраля 2006 года Московская городская дума 4-го созыва внесла изменения в Устав города Москвы, заменив «избирается жителями города Москвы на четыре года на основе всеобщего равного и прямого избирательного права при тайном голосовании» и «Порядок выборов и вступления в должность Мэра Москвы устанавливается законами города Москвы» на «наделяется полномочиями Мэра Москвы на четыре года в порядке, установленном федеральным законодательством и настоящим Уставом». Изменения были вызваны, прежде всего, новым порядком наделения полномочиями высших должностных лиц субъектов РФ (т. н. «отмена выборности губернаторов»). Также был отменён пункт, запрещающий одному и тому же лицу избираться более двух сроков подряд.
26 декабря 2012 года Московская городская дума приняла закон о порядке отзыва мэра.

## Порядок избрания и вступления в должность
Порядок избрания и вступления в должность мэра Москвы определяется Избирательным кодексом города Москвы.
Мэром Москвы может стать гражданин Российской Федерации, достигший тридцатилетнего возраста, избранный жителями города на всеобщем голосовании.

## Полномочия мэра Москвы
В соответствии со статьей 41 Устава города Москвы, мэр Москвы непосредственно или через органы исполнительной власти города Москвы решает вопросы социально-экономического развития города Москвы, осуществляет управление городским хозяйством, выполняет другие исполнительно-распорядительные функции в пределах своих полномочий.
Мэр Москвы:
- представляет город Москву в отношениях с федеральными органами государственной власти, органами государственной власти других субъектов Российской Федерации, органами местного самоуправления или поручает представление города Москвы иным лицам, представляет город Москву на официальных протокольных мероприятиях, выполняет другие представительские функции;
- выступает от имени города Москвы в рамках компетенции, установленной Уставом города Москвы, в случаях и в порядке, установленных федеральным законодательством, законами города Москвы, поручает выступать от имени города Москвы органам исполнительной власти города Москвы, должностным лицам, органам местного самоуправления, а также юридическим лицам и гражданам;
- подписывает и обнародует принятые Московской городской думой законы города Москвы либо отклоняет их;
- заключает договоры и соглашения в порядке, предусмотренном федеральным законодательством и законами города Москвы;
- формирует правительство Москвы и принимает решение о его отставке; определяет структуру исполнительных органов власти города Москвы;
- в порядке, установленном законом города Москвы, выражает согласие от имени исполнительного органа государственной власти субъекта Российской Федерации на назначение прокурора города Москвы, руководителей территориальных (в городе Москве) органов исполнительной власти Российской Федерации;
- вносит на рассмотрение президента Российской Федерации, Правительства Российской Федерации и иных органов государственной власти Российской Федерации проекты актов, принятие которых находится в их компетенции;
- назначает представителя от исполнительного органа государственной власти города Москвы в Совете Федерации Федерального Собрания Российской Федерации в порядке, установленном федеральным законом и нормативными правовыми актами города Москвы;
- назначает своих полномочных представителей в Московской городской думе, а также в иных органах государственной власти;
- вносит в Московскую городскую думу кандидатуры на должности судей Уставного суда города Москвы;
- осуществляет иные полномочия, установленные Конституцией Российской Федерации, Уставом города Москвы, федеральными законами, законами города Москвы.

В случаях, угрожающих безопасности и здоровью жителей города Москвы, нормальному функционированию систем жизнеобеспечения города Москвы, поддержанию правопорядка, мэр Москвы вправе принимать необходимые меры по предупреждению экстремальных обстоятельств или ликвидации их последствий с последующим незамедлительным уведомлением тех органов государственной власти, в компетенцию которых входит решение данных вопросов.
По вопросам своей компетенции мэр Москвы издаёт обязательные для исполнения на всей территории города Москвы указы и распоряжения и осуществляет контроль за их исполнением. Указами мэра Москвы называются правовые акты, издаваемые мэром Москвы по вопросам нормативного характера, а также по иным вопросам, предусмотренным федеральными законами и законами города Москвы. Распоряжениями мэра Москвы именуются акты оперативно-распорядительного характера.
Мэр Москвы имеет печать с изображением герба города Москвы и должностной знак.
Срок полномочий мэра Москвы — 5 лет (с 22 октября 2008 года), ранее он составлял 4 года.

## Мэры Москвы с 1991 года
| №   | Мэр                       | Фотография | Период руководства | Период руководства | Партийность                                                               | Примечание |
| --- | ------------------------- | ---------- | ------------------ | ------------------ | ------------------------------------------------------------------------- | --- |
| 1   | Гавриил Харитонович Попов |            | 12 июня 1991       | 6 июня 1992        | КПСС (1957—1990), Демократическая Россия (1990—2001)                      | |
| 2   | Юрий Михайлович Лужков    |            | 6 июня 1992        | 28 сентября 2010   | 1. КПСС (1968—1991) 2. Отечество (1999—2001) 3. Единая Россия (2001—2010) | В период с 1992 по 1996 год Лужков занимал должность мэра Москвы как на основании выборных полномочий (избран вице-мэром Москвы 12 июня 1991 года), так и на основании указа президента. В октябре 1993 года должность оспаривал назначенный вице-президентом Александром Руцким глава администрации города Москвы Александр Краснов, который, однако, реальной властью не обладал. |
| и.о | Владимир Иосифович Ресин  |            | 28 сентября 2010   | 21 октября 2010    | Единая Россия                                                             | Исполняющий обязанности |
| 3   | Сергей Семёнович Собянин  |            | 21 октября 2010    | в должности        | КПСС (1986—1991) Единая Россия (c 2002 года)                              | 4 июня 2013 года Сергей Собянин объявил о намерении уйти в отставку и затем вновь баллотироваться на досрочных выборах мэра Москвы. С 5 июня по 12 сентября 2013 года исполнял обязанности. 8 сентября 2013 года избран мэром Москвы на второй срок. 10 сентября 2018 года переизбран на третий срок. 10 сентября 2023 года переизбран на четвёртый срок.                           |